# Proteína conjugada
Proteínas conjugadas ou heteroproteínas  são aquelas que liberam por hidrólise outros componentes químicos em adição aos aminoácidos. A porção não-constituída por aminoácidos de uma proteína conjugada é chamada de grupo prostético.
As proteínas conjugadas são classificadas com base na natureza física de seus grupos protéicos. Lipoproteínas contém lipídios, glicoproteínas contém açúcares e metaloproteínas contém um metal específico como ferro, cobre, zinco ou outros. Exemplos:  Hemoglobina, Cromoproteínas, fosfoproteínas, glicoproteínas, lipoproeínas e nucleoproteínas